# 144P/Kushida
144P/Kushida ist ein periodischer Komet der Jupiter-Familie, dessen Bahn zwischen der Erde und dem Saturn verläuft. Die Umlaufzeit des Kometen beträgt 7,6 Jahre.

## Entdeckungsgeschichte
Yoshio Kushida entdeckte diesen Kometen am 8. Januar 1994. Patrick Rocher errechnete aus 325 Positionsangaben die Bahn des Kometen, der daraufhin am 25. Juli 2000 von C.E. Delahodde und O.R. Hainaut erfolgreich wiederentdeckt werden konnte.

## Wiederkehr des Kometen 2008/2009
Zur Jahreswende 2008/2009 wurde 144P/Kushida heller als erwartet und konnte bereits mit einem kleinen Fernrohr leicht beobachtet werden.